# Ho-hoń
Ho-honie (ang. Heffalumps) – fikcyjne stworzenia, wymyślone przez A.A. Milne’a, występujące w książkach o przygodach Kubusia Puchatka i ich adaptacjach, mające wyglądem przypominać słonie.

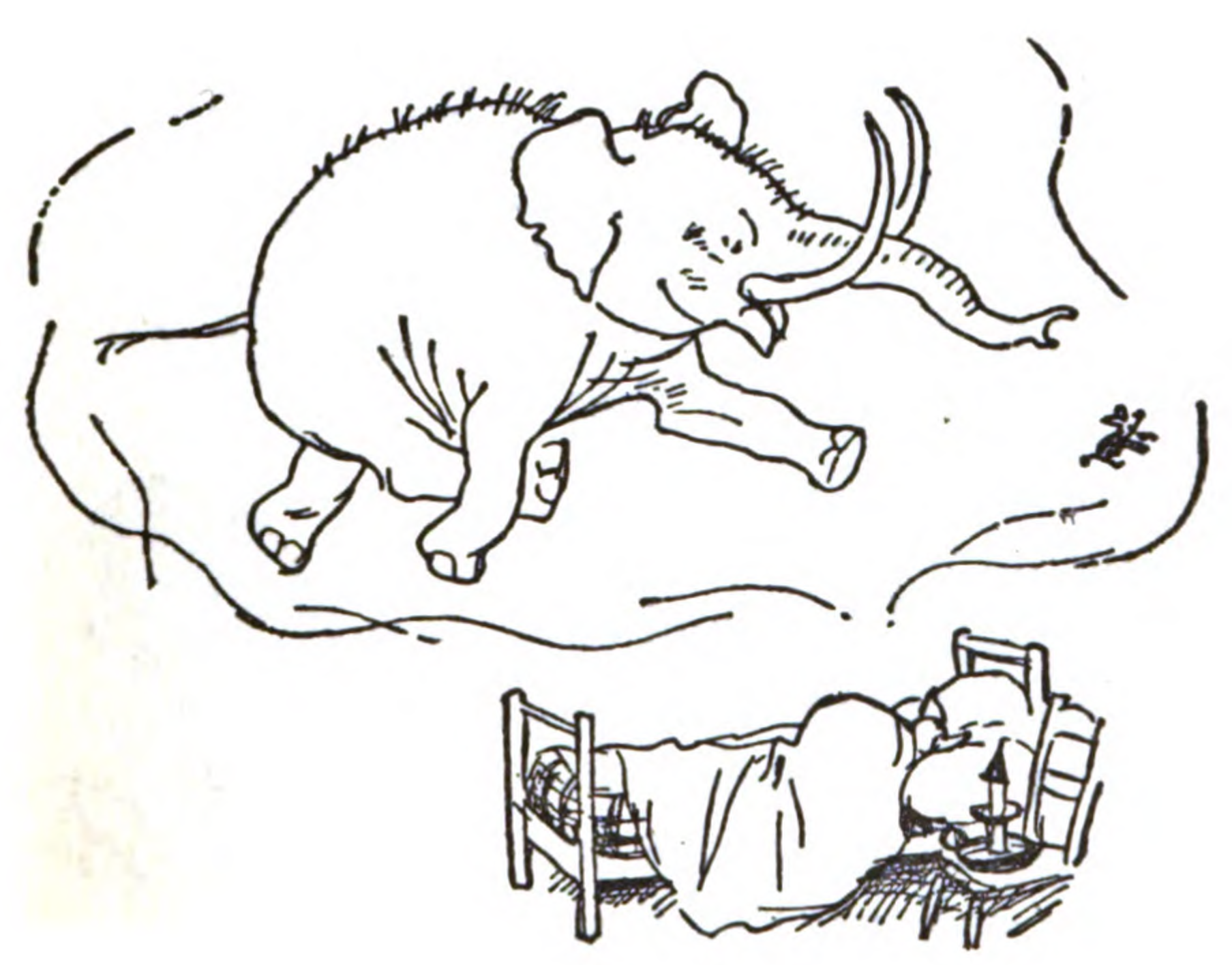
Ho-hoń goni Prosiaczka we śnie.

## Tłumaczenia
Angielskie słowo heffalump jest dziecięcą próbą wypowiedzenia słowa elephant (ang. słoń). W tłumaczeniu Ireny Tuwim oprócz nazwy „ho-honie” używane jest również po prostu słowo „słonie”. W tłumaczeniu Moniki Adamczyk-Garbowskiej zwane są „soniami”. W animowanych adaptacjach bywają nazywane „łoniami” lub, podobnie jak w angielskim oryginale, „hefalumpami”.

## Ho-honie w książkach A.A. Milne’a
W książkach Kubuś Puchatek i Chatka Puchatka ho-honie (lub słonie) objawiają się jedynie w snach Prosiaczka i wyobrażeniach Puchatka, jako straszne bestie. Kubuś Puchatek liczył je, aby szybciej zasnąć:

Próbował liczyć owce, co czasem bardzo pomaga na uśnięcie, a gdy to nie pomogło, spróbował liczyć Słonie. Ale to było jeszcze gorsze. Bo każdy Słoń, którego porachował, rzucał się od razu na garnek miodu i zjadał go. Przez kilka chwil leżał biedaczek spokojnie, ale gdy pięćset osiemdziesiąty siódmy Słoń oblizywał się, mówiąc do siebie: „dobry miodek, już dawno takiego nie jadłem” – Puchatek nie mógł już wytrzymać, zerwał się z łóżka, wybiegł z domu i popędził prosto do Sześciu Sosen.

W świecie rzeczywistym, odważne próby złapania w pułapkę chociaż jednego ho-honia kończyły się niepowodzeniem, gdyż Puchatkowi i Prosiaczkowi nie udało się spotkać ani jednego. Wołanie o pomoc Prosiaczka, przekonanego, że goni go ho-hoń Irena Tuwim przetłumaczyła na polski jako Słoniocy!

## Adaptacje
W adaptacjach Disneya pierwsza wzmianka o tych stworzeniach pojawia się w filmie  Wiatrodzień Kubusia Puchatka z 1968, a ich nazwę przetłumaczono jako „łonie”. Łonie wydają się być wytworem wyobraźni, o których po raz pierwszy powiedział Puchatkowi Tygrys. Powstała nawet piosenka, która ukazywała straszny sen Kubusia, w którym są opisywane jako straszne i słoniokształtne stworzenia uwielbiające miód. 
Zarówno w filmach animowanych, jak i we wszystkich kolejnych serialach telewizyjnych są one również przedstawiane jako słonie, ale są pluszowe i mniej straszne niż te, które Puchatek wyobraża sobie w książkach, z podobnymi do królika ogonami i szwami, jak u pluszaków. W kolejnych adaptacjach ich nazwę przetłumaczono podobnie jak w oryginale, czyli hefalumpy. 
W animowanym serialu telewizyjnym Nowe przygody Kubusia Puchatka okazało się, że zarówno hefalumpy naprawdę istnieją i zostały przedstawione jako antagoniści głównych bohaterów. Jednym z nich był pomarańczowo-brązowy hefalump o imieniu Hef, który bał się Maleństwa, ponieważ myślał, że jest gigantyczną myszą. Ponadto pojawia się również rodzina hefalumpów (Tata, Mama i Synek), którą przyjaciele spotkali na biwaku, na którym zrobili ognisko z ich drewnianego domku. Prosiaczek zaprzyjaźnił się z małym, różowym hefalumpem, Mama Hefalump ciągle musiała przypominać Tacie Hefalumpowi o jego wielu alergiach.
Hefalumpy są też wspominane w filmach Niezwykła przygoda Kubusia Puchatka i Prosiaczek i przyjaciele. Pojawiają się także w wielu grach i książkach. 
Pojawiają się też w serialu Kubusiowe opowieści i przedstawiane są jako malutkie kolorowe słonie i tak jak inne postacie w tym serialu są kukiełkami. W jednym odcinku Prosiaczek w swoim śnie zostaje królem krainy hefalumpów. 
Zupełnie inny obraz hefalumpów przedstawiony został w filmie Walta Disneya Kubuś i Hefalumpy, w którym poznajemy Lumpka i jego mamę. Ich miejscem zamieszkania jest Kotlina Hefalumpów. Po bliższym poznaniu, okazało się też, że hefalumpy są całe fioletowe i wcale nie są strasznymi bestiami, a sympatycznymi, wesołymi i skorymi do zabaw stworzeniami. Lumpek pojawia się również w filmie Kubuś i pogromcy goblunów oraz serialu Moi przyjaciele – Tygrys i Kubuś.
Mimo że w filmie Kubuś i Hefalumpy zostało udownodnione, że hefalumpy nie są straszne, w filmie Krzysiu, gdzie jesteś? mieszkańcy lasu nadal boją się hefalumpów.

## Inne odniesienia
Termin pułapka na ho-honie używany jest na określenie pułapki zastawionej na przeciwnika, w którą ostatecznie wpada osoba, która ją zastawiła (na podobieństwo tego, co przydarzyło się Puchatkowi i Prosiaczkowi w książce Kubuś Puchatek).